# Кладовище тварин

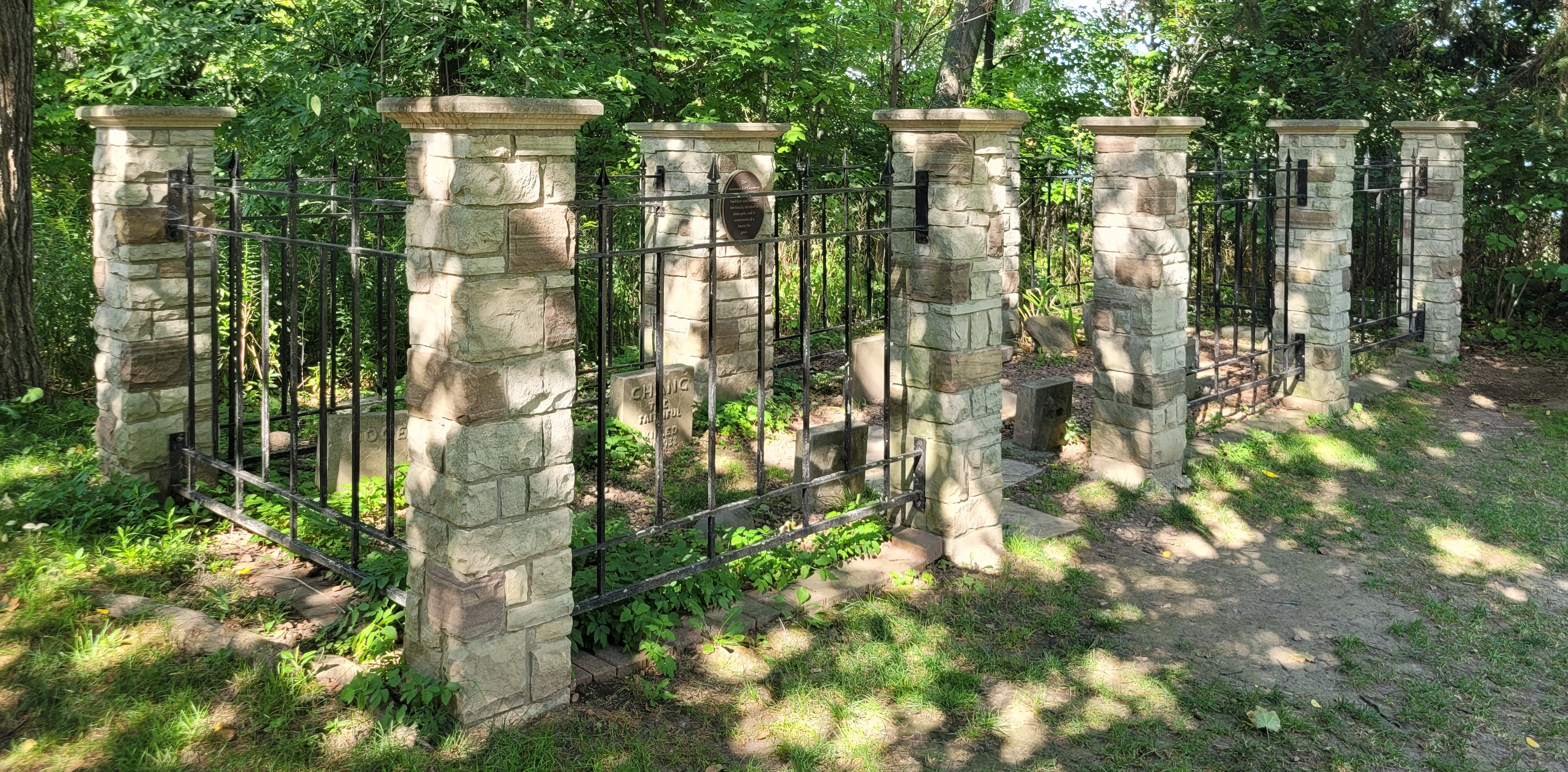
Кладовище тварин, Місісага

Кладови́ще твари́н — місце поховання (захоронення) туш тварин. Зазвичай, під кладовищем для тварин розуміють кладовище для домашніх чи свійських тварин.

## Історія захоронення тварин
У пісках пустелі Сахари знайдено тунель, заповнений муміфікованими останками тварин. Вік катакомб (англ. Dog Catacomb), що зберегли до наших днів це кладовище свійських тварин, оцінюється в два з половиною тисячоліття. Історики розходяться в думці, для чого тут було поховано 8 мільйонів собак, а також чималу кількість котів і шакалів. Лабіринт проходить під шаром ґрунту завтовшки майже 10 — 15 метрів. Стверджується, що поховання тварин мало ритуальне значення.

## У світі
У Москві діє кладовище для домашніх тварин, де з відповідними церемоніями можна поховати і собаку і навіть метелика.